# 一条莉々華
一条 莉々華（いちじょう りりか、英: Ichijou Ririka）は、日本のバーチャルYouTuber、バーチャルアイドル。ホロライブプロダクション傘下のVTuberグループ「hololive DEV_IS」に所属するReGLOSSのメンバー。帰国子女で英語が堪能。

## 概要
誕生日は5月12日。23歳（デビュー時）。身長162センチ。挨拶は「かわいい！ ポジティブ！ ジーニアス！ hololive DEV_IS ReGLOSSの一条莉々華だよ～！」など。
ママ（イラストレーター）はなかむら、パパ（Live2D）はBrian Tsui。
ファンネームは「秘書見習い」。配信タグは「#莉々華ミーティング中」、アートタグは「#ririkart」。
趣味は、配信、ゲーム、漫画、食べること、寝ること、エゴサ。推しマークは夜景。

### 一条コーポレーション
総合商社「一条コーポレーション」を設立、社長を務める。
イヤリングや服についている丸でILを囲ったロゴは、一条コーポレーションの社風である「Love（愛)、Lucky(幸運)、Laugh(笑顔)」の頭文字から来ている。

## 略歴
2023年9月9日、自身のYouTubeチャンネルで初配信を行った。同月11日、ReGLOSSのデビュー曲『瞬間ハートビート』がリリースされた。
2024年9月10日、ReGLOSSがデビュー1周年を迎えた。個人としては、初のオリジナルソング『今日も大天才っ！』を発表した。ReGLOSSとヤンマガのコラボでは、『平成敗残兵☆すみれちゃん』とのコラボイラストが公開された。
同年9月28日、3Dモデルが発表された。同日、ReGLOSSとして3Dライブ「Reach the top！」を実施、最大同時視聴者数が20万人を超えた。同年11月6日、ReGLOSSのファーストアルバム『ReGLOSS』がリリースされた。

## 主な出演

### ライブ
- 「YouTube Music Weekend 8.0」（2024年8月23日、YouTube）[13][14]
- 「hololive 6th fes. Color Rise Harmony」DAY1（2025年3月8日、幕張メッセ）[15][16]

### イベント
- 2024年7月、ホロライブプロダクションの二次創作ゲームブランド「holo Indie」が、京都市勧業館みやこめっせで開催されるゲームイベント「BitSummit Drift」に参加[17]。「holo Indie 応援大使」として起用された[17]。
- 2024年9月、「東京ゲームショウ2024」の公式番組において、レベルファイブが配信する「レベルファイブからの挑戦状」にゲストとして参加した[18]。

### ゲーム
- 『イナズマイレブン 英雄たちのヴィクトリーロード』（レベルファイブ、2025年8月22日予定）- 雨道 未理科役[19]

### インタビュー
- TOEIC（国際ビジネスコミュニケーション協会）- 2024年5月、「TOEIC S&Wスペシャルインタビュー」に登場した[20]。

## リリース音源
○出典：hololive（ホロライブ）公式サイト

### 一条莉々華
| 発売日        | タイトル        | 楽曲製作者                 | 品番     | 出典          |
| ------------- | --------------- | -------------------------- | -------- | ------------- |
| 2024年9月10日 | 今日も大天才っ! | 作詞・作曲・編曲：小池竜暉 | CVRD-475 | [ 21 ] [ 22 ] |

### ReGLOSS
| 発売日        | タイトル                               | 品番     | 出典   |
| ------------- | -------------------------------------- | -------- | ------ |
| 2023年9月11日 | 瞬間ハートビート                       | CVRD-330 | [ 23 ] |
| 2024年3月24日 | シンメトリー                           | CVRD-398 | [ 24 ] |
| 2024年8月11日 | 泡沫メイビー                           | CVRD-454 | [ 25 ] |
| 2024年9月11日 | フィーリングラデーション               | CVRD-473 | [ 26 ] |
| 2025年3月10日 | サクラミラージュ                       | CVRD-545 | [ 27 ] |
| 2025年7月11日 | ミッドサマーシトラス                   | CVRD-594 | [ 28 ] |
| 2025年8月17日 | Happiness phenomenon (一条莉々華 SOLO) | CVRD-615 | [ 29 ] |

| 発売日        | タイトル | 品番     | 出典   |
| ------------- | -------- | -------- | ------ |
| 2024年11月6日 | ReGLOSS  | CVRD-492 | [ 30 ] |

### hololive IDOL Project
| 発売日        | タイトル                                            | 品番     | 出典   |
| ------------- | --------------------------------------------------- | -------- | ------ |
| 2024年3月15日 | ホロライブ言えるかな？hololive SUPER EXPO 2024 ver. | CVRD-406 | [ 31 ] |